# Thepchaiya Un-Nooh
Thepchaiya Un-Nooh (18 de abril de 1985) é um jogador de snooker da Tailândia, profissional em 2009/2010 e desde 2012. Foi campeão do mundo em amadores em 2008 em Wels (Áustria) ao bater Colm Gilcreest por 11-7 na final.
Foi medalha de prata nos jogos do Sudeste Asiático de 2007 e medalha de bronze por equipas nos Jogos Asiáticos de 2010.
Venceu o seu primeiro torneio como profissional em 2015, o Six-red World Championship disputado no seu país, a Tailândia. Nesse torneio bateu o campeão mundial Stuart Bingham e o ex-vencedor do campeonato britânico Judd Trump até vencer na final o chinês Liang Wenbo por 8-2. Em 1 de dezembro de 2015, Un-Nooh falhou a bola preta final na tentativa de um break máximo frente a Neil Robertson no campeonato britânico de snooker de 2015. Em 2.016 jogando contra Maflin, no Paul Hunter Classic,  ele finalmente conseguiu o break máximo de 147 em jogos oficiais.